# Enrique Fernández (tekenaar)
Enrique Fernández (Barcelona, 25 juli 1975), is een Spaans animator van tekenfilms en stripauteur.

## Carrière
Fernández volgde een jaar les aan een kunstschool maar brak zijn studie af om aan de slag te gaan in de animatiesector. Hij werkte mee aan de animatiefilms El Cid en Nocturna. In 2004 begon hij aan zijn eerste strip, Libertadores, die eerst in Spanje en daarna in het Frans bij uitgeverij Paquet werd uitgegeven. Daarna begon Fernández te werken voor de grotere Franse stripmarkt. Naast solowerk tekende hij ook een strip op scenario van David Chauvel, Le magicien d'Oz naar het boek van L. Frank Baum.